# Дариан (циклон)

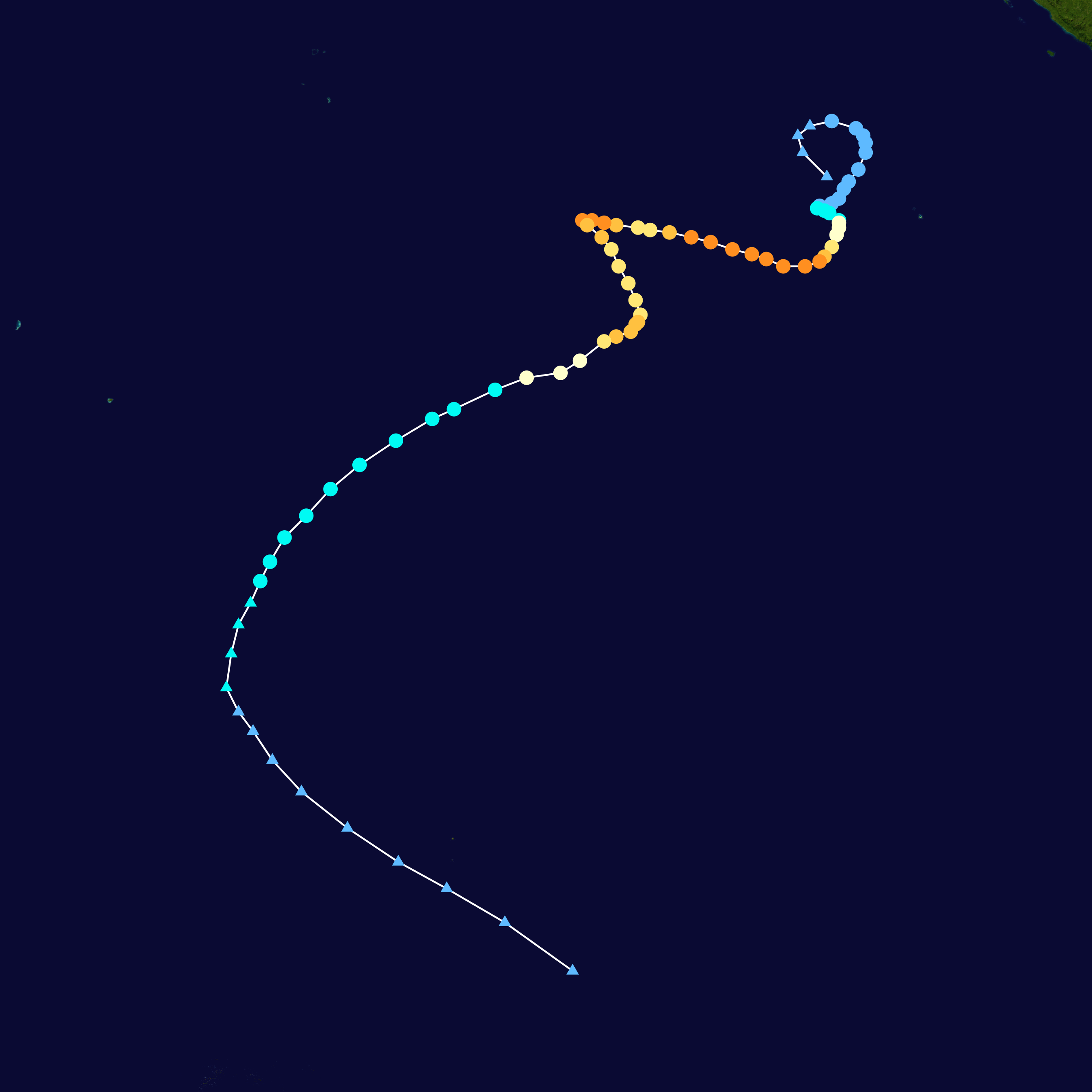
Схема движения циклона по океану

Тропический циклон «Дариан» (англ. tropical cyclone Darian, также упомянается, как DARIAN-22) — тропический циклон, сформировавшийся 13 декабря 2022 года в Индийском океане. Является первым и сильнейшим штормом сезона австралийских тропических циклонов 2022-2023 годов, получившим собственное название.
Циклон передвигается по открытым водам океана и удалён от населённых пунктов на безопасном расстоянии, так что циклон не имеет никакой опасности для людей. Максимальные порывы ветра — 305 км/ч, максимальная скорость стабильного ветра — 250 км/ч.

## Метеорологическая история
Ещё 13 декабря 2022 года Бюро метеорологии сообщило о том, что развился низкий тропический уровень примерно в 170 км (110 миль) к северу от Кокосовых островов. По первоначальным прогнозам прогнозировалось, что шторм не будет развиваться из за неблагоприятных условий.
В течение следующих дней условия для образования шторма улучшились и 18 декабря в 6 часов по UTC система ветров усилилась до тропического циклона 1-й категории по австралийской шкале, который получил название «Дариан». 19 декабря «Дариан» стал штормом 3-й категории по австралийской шкале из-за благоприятных условий для развивания штормов, и уже 20 декабря циклон стал штормом 5-й категории по австралийской шкале. 21 декабря в 6 часов по UTC центр «Дариана» находился примерно в 720 км (450 миль) от Кокосовых островов. «Дариан» в будущем рассеется и прекратит своё существование.